# Cayo Domicio Dextro
Cayo o Gayo Domicio Dextro  fue un senador romano que prosperó en el siglo II y fue nombrado cónsul en dos ocasiones, la primera cónsul sufecto antes del 183 y posteriormente cónsul en el año 196.

## Biografía
Se desconocen los orígenes de Domicio Dextro.   Miembro del Senado romano, fue nombrado cónsul sufecto en alguna fecha anterior al 183, probablemente durante los primeros años del reinado de Cómodo. De 183 a 185, fue el legado de Siria Palestina. Se ha especulado que durante esa época habría gozado de una relación cordial con el futuro emperador romano Septimio Severo, quien estaba destinado como legado de la Legio IV Scythica durante su época como gobernador.
Fue un colaborador clave de Severo en su apuesta por la carrera imperial tras el asesinato Pertinax. Como agradecimiento por su apoyo, Severo nombró a Dextro prefecto de la Ciudad de en junio de 193. Ostentó el cargo durante el largo período de tiempo en el que Severo estuvo al frente de la Urbe durante su campaña el este para lidiar con su rival Pescenio Níger, dejando constancia de la confianza del emperador en su subalterno. Seguía todavía en el cargo cuando fue nuevamente nombrado cónsul, esta vez ordinarius, con Lucio Valerio Mesala Trasea Prisco en 196.